# Коптская музыка
Коптская музыка — музыка, исполняемая коптской православной церковью (церковью Египта). Её составляет множество гимнов, которые произносят в ритм с такими инструментами, как тарелки (ручного и большого размера) и треугольник. Коптская музыка чисто религиозная.
Коптские песнопения — очень старая традиция, предположительно, имеющая связи с древними литургиями Иерусалима или Сирии, в то время как многие мелодии были адаптированы из древнеегипетских похоронных обрядов и других ритуалов. До недавнего появления литургических книг, музыка передавалась устно. В современном песнопении широко используются типы мелодий, позволяющие импровизировать певцу.
Перкуссионные инструменты, используемые Коптской церковью, необычны для христианских служб.